# Falcon 5
Il Falcon 5 era un progetto per un razzo vettore a due stadi riutilizzabili progettato dalla SpaceX, abbandonato in favore del Falcon 9, più potente e performante.

## Descrizione
Il primo stadio sarebbe stato spinto da 5 motori Merlin mentre il secondo da un solo motore, entrambi alimentati con RP-1 e ossigeno liquido. Insieme al Falcon 9 rimane l'unico razzo progettato per essere completamente riutilizzabile.
Il Falcon 5 sarebbe stato il primo razzo americano dal Saturn V ad avere la capacità detta "engine out", ovvero in caso di perdita di un motore sarebbe stato comunque in grado di completare la missione con i motori rimanenti. In confronto lo Space Shuttle aveva una capacità engine out parziale, ovvero non avrebbe raggiunto l'orbita stabilita con i motori ancora funzionanti.

## Prestazioni
- Massimo carico utile verso l'orbita terrestre bassa (Apogeo: 200 km, inclinazione: 28°): 4.100 kg.[1]
- Massimo carico utile verso l'orbita di trasferimento geostazionaria: (Apogeo: 36.000 km, inclinazione 9°): 1.050 kg.[4]